# Jay Feely
Thomas "Jay" Feely (23 de maio de 1976, Odessa, Flórida) é um jogador de futebol americano aposentado que atuou como placekicker na National Football League. Foi contratado pelo Florida Bobcats, na Arena Football League, em 1999 como agente livre que não foi escolhido em um draft. Jogou futebol americano universitário pela Universidade de Michigan.  
Jay Feely já jogou pelo Tampa Bay Storm, Atlanta Falcons, New York Giants, Miami Dolphins, Kansas City Chiefs, New York Jets, Arizona Cardinals e Chicago Bears.